# Tecomate Uno
Tecomate Uno är en ort i Mexiko.   Den ligger i kommunen Tamazunchale och delstaten San Luis Potosí, i den sydöstra delen av landet, 200 km norr om huvudstaden Mexico City. Tecomate Uno ligger 239 meter över havet och antalet invånare är 212.
Terrängen runt Tecomate Uno är kuperad åt sydväst, men åt nordost är den platt. Runt Tecomate Uno är det ganska tätbefolkat, med 86 invånare per kvadratkilometer. Närmaste större samhälle är Tamazunchale, 10,7 km nordväst om Tecomate Uno. I omgivningarna runt Tecomate Uno växer huvudsakligen savannskog.